# Jorge Guerra (actor chileno)
Jorge Belisario Guerra Baeza (Santiago, 7 de noviembre de 1942-ibíd., 6 de febrero de 2009) fue un actor, director teatral y académico chileno, famoso por su personaje infantil Pin Pon, creado a fines de los años 1960.

## Biografía
Inició sus estudios en el  Liceo Manuel Barros Borgoño. Después de la educación media siguió pintura en la Escuela Nacional de Bellas Artes, entre 1958 y 1960.
En 1960 ingresó a trabajar como director en el Canal 9 de la Universidad de Chile, donde participó en el programa infantil Tachito y Cototo. Luego de su salida del Canal 9, en 1965 ingresó a la reconocida compañía teatral ICTUS, donde se reconocieron sus dotes de actor infantil y fue invitado por un productor de Canal 13 a hacer el programa Disneylandia, naciendo en 1968 el muñeco "Pin Pon". Hasta 1971 el espacio fue transmitido por la emisora universitaria, y en abril de ese año se cambió a Televisión Nacional de Chile (TVN).

## Exilio
Tras el golpe de Estado del 11 de septiembre de 1973, Guerra fue vigilado en sus grabaciones por agentes de la dictadura militar, ya que el actor participó en actos del gobierno durante el mandato de Salvador Allende. Finalmente fue exiliado político en 1974, y luego de un breve paso por Perú, se trasladó a Quito, Ecuador, donde ejerció como profesor, actor, e incluso realizó el programa Pin Pon en el canal Ecuavisa. En 1983 se trasladó a La Habana, Cuba.

## Regreso
Regresó a Chile en 1990, con la llegada a la democracia en el país. Grabó una serie de discos, y volvió a producir Pin Pon en TVN entre 1991 y 1993.

## Muerte
El 30 de enero de 2009, Guerra sufrió un infarto que lo dejó internado en el Hospital Barros Luco de la capital chilena. Una semana más tarde, pasadas las 23:00 h (UTC-3) del 6 de febrero, Guerra falleció por una descompensación.

## Vida personal
Estuvo casado con la actriz Gloria Münchmeyer, de cuya relación nacieron Jorge y Catalina, que también siguió la carrera actoral como sus padres.
En Ecuador tuvo una relación con Bárbara, con quien tuvo su tercer hijo, Matías. En Cuba, tuvo a Dennisse y a Pablo, este último hijo de Alicia Pedroso, quienes lo acompañaron en su regreso a Chile. Su última pareja fue la contralto y mezzosoprano Jimena Oros, con quien además compartió labores escénicas y docentes.

## Filmografía

### Programas de televisión
- Pin Pon (Canal 13, 1968-1971; TVN, 1971-1974 y 1991-1993)
- Juani en sociedad (Canal 13, 1967-1971)
- El loco Estero (Canal 13, 1968)
- Incomunicados (Canal 13, 1968)

### Cine
- ABC del amor (1966)
- Nunca más (1967)
- Lunes 1º, domingo 7 (1968)
- Siempre conmigo (1969)
- Caliche sangriento (1969)
- Voto + Fusil (1971)
- Operación Alfa (1972)
- Serie Héroes: Balmaceda (2007)

## Discografía
- Cantas, canto, cantemos (1993)
- Limpiando el aire (1994)
- De corazón a corazón

## Controversias
- A mediados de la década de 1990, Jorge Guerra denunció que la productora con la cual había grabado 120 episodios de Pin Pon para TVN (emitidos entre 1991 y 1993),[7] lo había estafado, ya que como explicó en su sitio web, «se repitieron mis programas 4 o 5 veces y todo se fue al saco de la productora». El juicio duró tres años y finalizó con un avenimiento.
- En 2006, el dúo humorístico compuesto por Pablo Zamora y Kurt Carrera realizó una parodia de Pin Pon llamada «Pon Pin» y luego «Po Pin», en el programa Morandé con compañía de Mega. Ello indignó a Guerra, debido a que el personaje caracterizado por Carrera, que era idéntico a Pin Pon (registrado como marca y propiedad intelectual del actor), basaba su rutina en groserías y chistes de doble sentido. Debido a que consideraba que dicha parodia era incompatible con el carácter lúdico y didáctico de Pin Pon, inició acciones legales contra la dupla.[8]